# Virreinato de Kiev
El virreinato de Kiev se creó en el proceso de las reformas administrativas de Catalina la Grande iniciada por el edicto del 7 de noviembre de 1775, cuando se introdujo la nueva unidad administrativa namestnichestvo (virreinato). 
El 16 de septiembre de 1781, fue emitido un edicto para transformar la gobernación de Kiev en un virreinato (Kievskoye namestnichestvo), con fecha efectiva del 9 de enero de 1782. El virreinato se subdividió en los siguientes condados (uyezds): 
- Kiev
- Gorodishche
- Goltva
- Khorol
- Kozelets
- Lubny
- Mýrhorod
- Ostyor
- Pereyaslavl
- Piryatin
- Zolotonosha

Hay que tener en cuenta que algunas fuentes afirman que las ciudades de Khorol y Gorodishche se incluyeron sin sus distritos.
En 1789, el condado de Gorodishche fue transferido a la gobernación de Yekaterinoslav. En 1791, el virreinato de Kiev se subdividió en diez okrugs y a principios de 1790 se agregaron los distritos (uyezds) de Bohuslav, Gadyach, Kániv, Zinkiv, Korsun y Lokhvytsia.
El 4 de junio de 1782, se aprobó oficialmente el Escudo de Armas de Kiev, que de facto se convirtió en el Escudo de Armas del virreinato. Según la descripción, el Arcángel Miguel está vestido de plata y sostiene una espada resplandeciente, representada en un escudo azul.